# Bernhard II. von Lebus
Bernhard war Bischof von Lebus im 12. oder 13. Jahrhundert.
Im Nekrologium des Klosters St. Vinzenz bei Breslau wurde im 13. Jahrhundert zweier Bischöfe Bernhard von Lebus gedacht, des einen zum Sterbedatum 4. Oktober, des anderen zum 4. Dezember. Da keine Jahreszahlen vermerkt wurden, sind die Lebensdaten der beiden ungewiss. Bei einem muss es sich um Bischof Bernhard (I.?) handeln, der 1133 (?) und 1147 erwähnt wurde. Über einen zweiten Bischof Bernhard sind keine weiteren historischen Informationen erhalten.
Die polnische Geschichtsforschung hält eine Amtszeit zwischen 1156 (Tod von Stephan I.) und 1180 (Erwähnung von Bischof Gaudentius) für möglich, da dies der längste Zeitraum ist, für den es keine Informationen über einen Lebuser Bischof gibt. Möglich sind auch andere Lebensdaten.